# 三河鳥羽站
三河鳥羽站（日语：／ Mikawa-Toba eki */?）是一個位於日本愛知縣西尾市鳥羽町，屬於名古屋鐵道西尾線的鐵路車站。車站編號為GN14。

## 車站結構
對向式月台2面2線的地面車站。

### 月台配置
| 月台     | 路線   | 方向 | 目的地         |
| -------- | ------ | ---- | -------------- |
| （南側） | 西尾線 | 上行 | 往吉良吉田方向 |
| （北側） | 西尾線 | 下行 | 往蒲郡         |

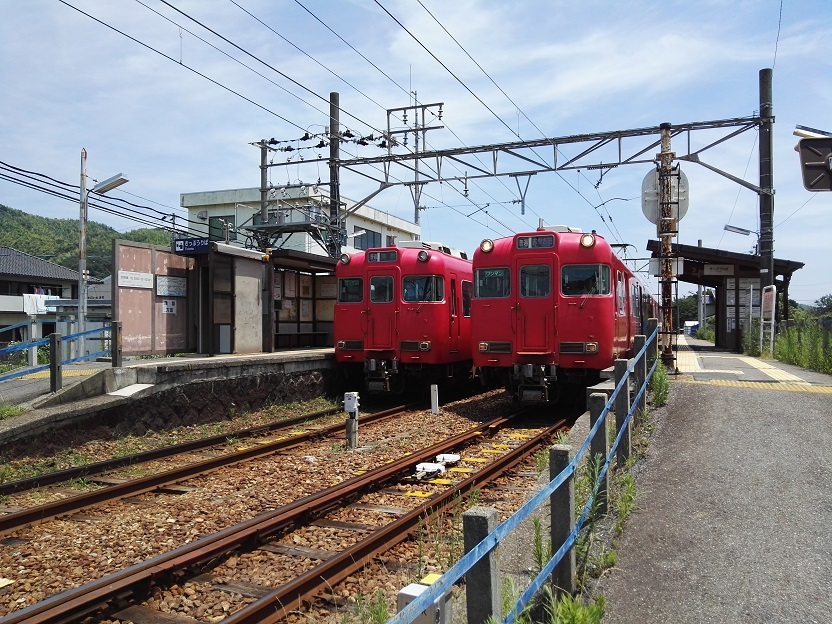
停車中的電車
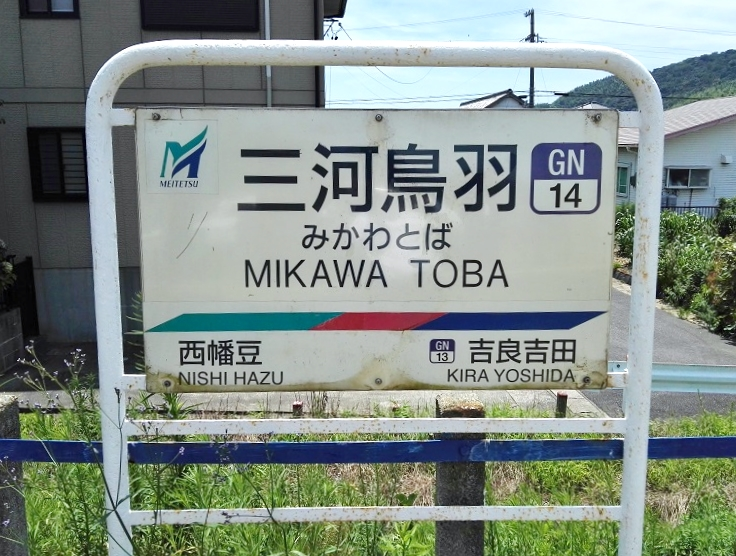
站名牌

### 配線圖
| ← 吉良吉田站    | 三河鳥羽站 構內配線略圖 | → 蒲郡方向 |
| 图例 参考文献： |                         |            |

## 使用情況
| 年度   | 1日平均 上車人次 |
| ------ | ---------------- |
| 2006年 | 170              |
| 2007年 | 177              |
| 2008年 | 182              |
| 2009年 | 165              |
| 2010年 | 155              |

## 相鄰車站
名古屋鐵道
 蒲郡線
吉良吉田（GN13）－三河鳥羽（GN14）－西幡豆（GN15）

## 外部連結
- 三河鳥羽 - 名古屋鐵道